# 수레카 매튜

술레이카 매슈(Suleka Mathew, 2000년 1월 1일 ~ )는 캐나다의 배우이다.
케랄라주에서 태어났다.

## 출연 작품

### 영화
- 롤라 (2001, Lola)
- 어느날 그녀에게 생긴 일 (2002)
- The Republic of Love (2003) - 야스민 역
- 지구 최후의 날: 외계의 습격 (2006, Final Days of Planet Earth)
- 굿모닝, 킬러 (2011, Good Morning, Killer)

### 텔레비전
- 다크 엔젤 (2000)
- 배틀스타 갤럭티카 (2003)
- 데드 존 (2003-06, The Dead Zone)
- 멘 인 트리스 (2006-08, Men in Trees)
- 호손(2009-11, Hawthorne)
- 레드 위도우 (2013, Red Widow)